# ديبورا وارنر
ديبورا وارنر (بالإنجليزية: Deborah Warner)‏ هي مبدعة ومخرجة بريطانية، ولدت في 12 مايو 1959 في أكسفوردشير في المملكة المتحدة.

## وصلات خارجية
- ديبورا وارنر على موقع IMDb (الإنجليزية)
- ديبورا وارنر على موقع ميوزك برينز (الإنجليزية)
- ديبورا وارنر على موقع قاعدة بيانات برودواي على الإنترنت (الإنجليزية)
- ديبورا وارنر على موقع قاعدة بيانات الفيلم (الإنجليزية)